# Enobesedna figura
Enobesedne figure so v pesniškem jeziku tiste figure, pri katerih se učinek izraza doseže z nenavadno rabo posameznih besed ali besednih vez. Sem spadajo predvsem: ponavljanje (iteracija), besedna igra (paronomazija), mnogovezje (polisindeton), brezvezje (asindeton), izpust (elipsa), zamolk (aposiopeza), nagovor (apostrofa), vzklik (eksklamacija). Tudi nekatere figure, ki jih običajno prištevamo k stavčnim, se dajo včasih izraziti z eno samo besedo ali manjšo skupino besed, na primer olepševanje (evfemizem), pretiravanje (hiperbola), skromnost (litota), podsmeh (ironija), nasprotna stava (antiteza) in zanos (emfaza) (glej Stavčne besedne figure).

## Ponavljanje
Ponavljanje ali iteracija (lat. iterum = zopet) je večkratna ponovitev iste besede ali iste skupine besed. Ker se to dogaja na mnogo načinov in v raznih kombinacijah, razlikujemo več vrst ponavljanja:
- podvojitev ali geminacija (lat. geminare = podvojiti) je enostavna ponovitev besede, ki je precej v rabi tudi v vsakdanjem govoru, na primer: Prav prav si povedal. ali Teci hitro hitro domov. Tudi pesniki radi uporabljajo podvojitev, posebno Kosovel v več primerih ponovi besedo tudi trikrat, štirikrat (...reci besedo, besedo, besedo od srca...).
- začetno ponavljanje ali anafora (grš. anafora = obnova) je v rabi predvsem v poeziji, ko se dva ali več verzov pričenja z istimi besedami, na primer: Malo časa je doma ostala, / malo časa, komaj dober teden.
- zaključno ponavljanje ali epifora (grš. epifora = dodatek) je takrat, ko se dva ali več verzov zaključi z istimi besedami, na primer Peruti ptičica ima, plavuti ribica ima.
- krajno ponavljanje ali epanalepsis (grš. epanalambano = ponovim) je raba iste besede ali besedne skupine v začetku in na koncu stavka ali verza, na primer: Gorje ti, moja vas, gorje! (Aškerc) ali Pomota, ljudje božji, pomota (Finžgar).
- bližnje ponavljanje ali anadiploza (grš. anadiploo = ponovim) je prevzem zadnje besede za začetek novega stavka, na primer: To vam je človek, človek izredne moči. Posebno učinkovita je ta figura v poeziji, ko ista beseda zaključi prvi verz in začne drugega: Mar veš, da tečeš tik grobov, grobov slovenskega domovja? (Gregorčič)
- pripev ali refren (lat. refringere = odlomiti) so besede, ki se ponavljajo na koncu stavka ali verza. Včasih se besede ponavljajo kot nekakšen samostojen verz po vsaki kitici, kar je tipično predvsem za pesmi, ki se pojejo. V teh primerih je pripev lahko tudi samo vzklik ali nepomembna beseda kot holajdri holajdra. Nasprotno je v prozi pripev lahko samo važna, odločna beseda (Ne! ali Nikoli! ali Seveda!), ki se ponovi po nekaterih zaporednih stavkih in s tem močno poudari njihov pomen.
- enakoglasje ali adnominacija (lat. ad = v bližini, nominare = imenovati) nastane, ko se ponavljajo besede z istim korenom, na primer cvetice cvetijo ali potnik potuje.

## Besedna igra
Besedna igra ali paronomazija (grš. paronomasia = približna beseda) je raba besed, ki se enako ali vsaj podobno pišejo, a imajo popolnoma drug pomen. Figura se največkrat uporablja v pregovorih in ugankah, pa tudi v pogovornem jeziku. Primeri: Slepec vodi barko samo v svoji vodi. Tri leta že za mano leta.

## Mnogovezje
Mnogovezje ali polisindeton (grš. polisindetos = mnogoterno povezan) je prekomerna raba veznikov za vtis stopnjevanja ali opis velikih količin. V vsakdanjem pogovoru se tako izražajo ljudje, ki nimajo velikega besednega zaklada ali ko so v stresnih okoliščinah. Primer: Pa je prišel in me pogledal in mi začel govoriti in kričati. Ta figura, ki v vsakdanji govorici precej neprijetno zveni, je v poeziji zelo prijetna; Gregorčič na primer tako opisuje bitko: Krog tebe pa svinčena toča in dež krvav in solz potok in blisk in grom...

## Brezvezje
Brezvezje ali asindeton (grš. asindeton = pomanjkanje zveze) je opuščanje veznikov in v vsakdanji govorici pride v poštev, ko v zanosu jeze ali obupa kopičimo besede v hitrem zaporedju. Spada pravzaprav v stavčne besedne figure, a se obravnava med besednimi zaradi sorodnosti z mnogovezjem. Na primer: Nisem poznal kraja, noč je bila, truden sem bil, mesto je spalo, kam naj se obrnem?

## Izpust
Izpust ali elipsa (grš. elleipsis = opustitev) je odstranitev besede, ki je že itak sama po sebi razumljiva. Navadna govorica to figuro zelo pogosto uporablja, že sam pozdrav Dober dan na primer predpostavlja glagol želim. Tako tudi vprašalnice Zares? A tako? stojijo namesto stavkov kot Zares to dela? A tako misliš? ali podobnih. Tudi pregovori se poslužujejo te okrajšave, ki smisel še poudarja, na primer: Danes meni jutri tebi pomeni Danes se to dogaja meni, jutri se bo dogodilo tebi.
Pesniki in pisatelji včasih z izpusti opisujejo okoliščine dejanja in značaje ljudi. Pri tem radi nadomeščajo izpuščeno besedo s pomišljajem. Tako na primer: Tedaj pa - nenaden šum. Z izpustom besede slišim je bilo ustvarjeno bolj napeto vzdušje. Ali: Ona pa – solnat steber, ni odgovorila. Tudi tukaj izpust besed je bila kot bolj prepričljivo opiše njen značaj.

## Zamolk
Zamolk ali aposiopeza (grš. aposiopao = zamolčim) je podoben izpustu, le da so zamolčane besede bolj nedoločenega značaja, saj navadno predstavljajo grožnjo ali pričakovanje, ki ni bilo trenutno še niti popolnoma premišljeno. Zato se navadno zamolk označi s tropičjem, redko s pomišljajem. Tako včasih koga nahrulimo: Pojdi odtod, če ne ..., pa še sami ne vemo, kaj bi storili, če se človek ne pobere. Ali: E, da bi te...! (Aškerc) Izpuščene besede lahko samo slutimo, morda da bi te grom, da bi te vrag odnesel, da bi te koklja brcnila. Prav zaradi te neodločenosti, ki dovoljuje nadaljevanje po osebnem okusu, je zamolk izredno učinkovita figura.

## Nagovor
Nagovor ali apostrofa (grš. apostrofe = obračanje) nastane, ko se pisec ali govornik obrne naravnost na odsotno osebo ali na predmet. Medtem ko se to najpogosteje dogaja pri otrocih, ki se pogovarjajo z igračami, se pesniki poslužujejo te figure večinoma pri nagrobnih napisih in sploh pri spominskih govorih. Zato je njena raba danes omejena na pretežno žalostne okoliščine. V preteklih časih je bila pa normalna v vseh političnih debatah, ko je predstavnik določene stranke pred občinstvom nagovarjal nasprotnika.
Pesniki uporabljajo nagovor velikokrat skozi več verzov ali celo skozi vso pesnitev, na primer Gregorčič v Soči.

## Vzklik
Vzklik ali eksklamacija (lat. exclamare = vzklikniti) je zelo pogosta figura tudi v vsakdanji govorici. Je beseda ali skupina besed, ki jo hoče pisec »zakričati«, da zbudi vso pozornost bralca, zato se vedno piše s klicajem na koncu. Tako na primer Na pomoč! ali Bodi tiho! Velikokrat je to le izraz presenečenja ali strahu: Kaj hočeš na to! (Župančič) ali Jezus Marija! (Meško) ali Bes! Džaur! (Aškerc).